# Ганье, Присцилла
Присцилла Ганье (фр. Priscilla Gagné; род. 21 мая 1986 года, Гранби, Квебек, Канада) — канадская парадзюдоистка. Серебряная призёрка Паралимпийских игр 2020 года.

## Биография
В 2016 году на летних Паралимпийских играх 2016 в Рио-де-Жанейро уступила в матче за третье место.
27 августа 2021 года приняла участие на летних Паралимпийских играх 2020 в Токио в весовой категории до 52 кг. В четвертьфинале победила китаянку выступавшую под нейтральным флагом россиянку Алесю Степанюк, в полуфинале — немку Рамону Бруссиг. В финале проиграла алжирке Шерин Абделлауи.
5 сентября 2024 года приняла участие на летних Паралимпийских играх 2024 в Париже в весовой категории до 57 кг (класс J1). В четвертьфинале победила бразильскую дзюдоистку Ларису Оливейру да Силву, в полуфинале проиграла китаянке Ши Ицзе. В матче за третье место проиграла аргентинке Пауле Гомес.

## Спортивные результаты
| Год  | Турнир                          | Место проведения | Категория    | Место |
| ---- | ------------------------------- | ---------------- | ------------ | ----- |
| 2014 | Чемпионат мира                  | Колорадо-Спрингс | до 52 кг     | 10    |
| 2016 | Летние Паралимпийские игры 2016 | Рио-де-Жанейро   | до 52 кг     | 5     |
| 2018 | Чемпионат мира                  | Одивелаш         | до 52 кг     | 3     |
| 2021 | Летние Паралимпийские игры 2020 | Токио            | до 52 кг     | 2     |
| 2022 | Чемпионат мира                  | Баку             | до 57 кг     | 2     |
| 2024 | Летние Паралимпийские игры 2024 | Париж            | до 57 кг, J1 | 5     |